# Nero Nemesis
Pour les articles homonymes, voir Némésis (homonymie).
Albums de Booba
D.U.C
(2015) Autopsie 0
(2017)
Singles
1. Validée (feat. Benash)
Sortie : 31 août 2015
2. Attila
Sortie : 23 septembre 2015
3. Génération Assassin
Sortie : 27 novembre 2015
4. 4G
Sortie : 17 décembre 2015
5. 92i Veyron
Sortie : 5 février 2016
6. Comme les autres
Sortie : 25 février 2016
7. Habibi
Sortie : 18 avril 2016
8. Walabok
Sortie : 6 mai 2016
9. Pinocchio (feat. Damso & Gato)
Sortie : 8 août 2016

Nero Nemesis est le huitième album studio du rappeur français Booba sorti le 4 décembre 2015 sur le label Tallac Records, et distribué par Universal.

## Genèse
En octobre 2015, alors que Booba avait déjà sorti son septième album D.U.C au mois d'avril, son ennemi de longue date Rohff annonce que Booba souhaite sortir un projet surprise le même jour que le sien, le 4 décembre 2015, comme l'a fait Beyoncé ou encore Drake,. Cette date devient alors une date historique dans le rap français : en effet, excepté Nero Nemesis, trois autres projets vont sortir à cette même date, à savoir l'album Le Rohff Game de Rohff, l'album My World de JUL, ainsi que la réédition de l'album Feu de Nekfeu, (mais également le projet Caribbean Dandy de JoeyStarr, qui passera quasiment inaperçu dans cette confrontation). Ainsi, pour la première fois, les albums respectifs de Booba et Rohff vont s'affronter dans les bacs, chose que Booba voulait réaliser en 2008 lors de la sortie de son album 0.9, face au Code de l'horreur de Rohff.

## Composition et production
La signification du nom du projet a suscité de nombreuses réflexions. Nero Nemesis est le nom donné à une teinte de la Lamborghini Aventador LP 700-4, une marque que Booba affectionne particulièrement puisqu'il en possède lui-même un modèle . 
Nero Nemesis se différencie fortement de ce à quoi nous avait habitué Booba ces dernières années. On constate d'abord une absence de collaborations avec des artistes célèbres (notamment américains). On y trouve cependant quelques collaborations avec des rappeurs français membres du collectif de Booba, le 92I, dont Benash (sur les morceaux Zer et Validée), Siboy (sur le morceau Zer) et Damso (sur le morceau Pinocchio), ainsi qu'avec Gato, rappeur haïtien avec qui Booba a pris habitude de collaborer (sur le morceau Pinocchio) et le groupe Twinsmatic (sur le morceau U2K). De plus, on peut remarquer une utilisation de l'Auto-Tune bien moins fréquente qu'à son habitude. Cependant, le public reprochait au départ le nombre de titres trop léger pour considérer le projet comme étant un album, possédant seulement treize morceaux.

## Promotion
Le premier extrait, Validée, est sorti le 31 août 2015. Sur ce morceau (qui est un remix de Ignanafi Debena du malien Sidiki Diabaté) en collaboration avec le rappeur Benash, Booba aborde le thème de la femme sur un beat plutôt dansant. Après quelques premières critiques mitigées, le morceau connait un énorme succès, arrivant même à la deuxième place du classement des top titres. Quelques jours plus tard, Booba se retrouve au cœur d'un affrontement physique contre le rappeur Dam16, le protégé de Rohff, et dévoile alors Attila en guise de réponse. On y retrouve une instrumentale plus axée sur la trap et des paroles plutôt violentes. Le 27 octobre, il dévoile le clip de Validée. Puis en novembre, il sort un freestyle nommé #FélixÉboué, dans lequel il s'attaque encore une fois à Rohff. Le troisième extrait du projet, Génération Assassin, sort le 28 novembre et rend hommage au groupe Assassin.
Après la sortie du projet, Booba dévoile d'autres clips extraits de l'album des morceaux ayant obtenu le plus de succès, d'abord celui du morceau 4G, sorti le 17 décembre. Tout comme le morceau, le clip reçoit des avis positifs. Le morceau étant considéré comme étant l'un des meilleurs du projet, voire le meilleur, le clip connaît également un grand succès auprès du public, atteignant les 2 000 000 vues en moins de trois mois. Le sixième clip sort le 25 février, il s'agit de celui du morceau Comme les autres. Dans ce clip, inspiré du film The Revenant, Booba apparaît aux côtés d'un ours. Avec le lancement de la chaîne OKLM TV, Booba dévoile le huitième clip du projet, celui du morceau Walabok.

## Liste des pistes
| 1.    | Walabok                        | Zewone                                      | 3:05 |
| 2.    | Talion                         | Twinsmatic                                  | 4:02 |
| 3.    | Zer (feat. Siboy & Benash)     | Soulayman Beats, Baille Broliker Production | 4:40 |
| 4.    | 92i Veyron                     | X-Plosive                                   | 3:37 |
| 5.    | Validée (feat. Benash)         | Histakes                                    | 3:25 |
| 6.    | Attila                         | Nix Music                                   | 2:48 |
| 7.    | Charbon                        | Bone Collector, CashMoneyAP                 | 3:38 |
| 8.    | U2K (feat. Twinsmatic)         | Twinsmatic                                  | 4:06 |
| 9.    | Génération Assassin            | Ozhora Miyagi                               | 2:23 |
| 10.   | Pinocchio (feat. Damso & Gato) | Richie Beats                                | 4:20 |
| 11.   | Comme les autres               | 1712 Beatz                                  | 4:38 |
| 12.   | Habibi                         | Grant Decouto                               | 4:05 |
| 13.   | 4G                             | Mr Punisher                                 | 3:55 |
| 48:42 |                                |                                             |      |

## Clips vidéo
- Attila : 23 septembre 2015
- Validée (feat. Benash) : 27 octobre 2015
- Génération Assassin : 28 novembre 2015
- 4G : 17 décembre 2015
- 92i Veyron : 5 février 2016
- Comme les autres : 25 février 2016
- Habibi : 18 avril 2016
- Walabok : 6 mai 2016
- Pinocchio (feat. Damso & Gato) : 8 août 2016

## Titres certifiés en France
- 92i Veyron  Diamant[17]
- Validée (feat. Benash)  Diamant

## Réception

### Accueil commercial
L'album est disponible en pré-commande sur iTunes à partir du 14 novembre 2015, et se place directement à la première place du Top Album.
Confronté aux albums de Rohff, Jul et JoeyStarr ainsi qu'à la réédition de Nekfeu, Booba ressort de cette confrontation à la deuxième position (derrière Jul), réalisant un bon démarrage avec 35 000 exemplaires vendus pour la première semaine, dont 22 276 ventes physiques et 12 862 ventes digitales. Il se positionne alors septième du classement des ventes d'albums en France lors de cette première semaine. L'album subit une chute en deuxième semaine, avec seulement 7 000 ventes. En troisième semaine d'exploitation, l'album s'écoule à 50 000 exemplaires, il est alors certifié disque d'or. Un an après sa sortie, l'album est certifié disque de platine pour avoir atteint les 235 000 ventes.

### Accueil critique
Considéré comme étant l'un des meilleurs de l'année 2015, cet album reçoit un très bon accueil critique, se rapprochant d'un style plus rap que les précédents projets du rappeur. La plupart des titres présents sur le projet, réalisés sous des productions sombres, font l'unanimité tant du côté du public que du côté des médias, notamment 92i Veyron, Comme les autres, 4G ou encore Validée, qui connaît un énorme succès malgré un style différent des autres morceaux, et plus généralement différent à ce que réalise Booba habituellement.
L'utilisation de l'Auto-Tune, qui est souvent reproché à Booba, est beaucoup moins important sur cet album, ce qui est vu d'un bon œil par les fans. Certains iront même jusqu'à qualifier le projet comme étant un retour de Booba dans le rap pur et dur. Les punchlines, comme sur chacun de ses projets, sont présentes et se montrent à la hauteur des espérances du public. Les productions sombres présentes sur cet album sont aussi un point fort, donnant un style plus rap que sur ses précédents albums.
Du côté des médias, l'album est d'autant bien reçu :
- GQ Magazine : « C'est une constante de Nero Nemesis : une morgue presque gothique, affirmée avec plus ou moins de pudeur. Booba et ses producteurs ont l'air de travailler en direct des enfers, les mots comme les sons maculés de sang, leurs esprits cernés par les spectres et les monstres, leurs organismes réussissant à survivre malgré l'air rarefié. En plus d'Attila et du décharné Générations Assassin, déjà teasés en novembre, on retiendra particulièrement de ce nouveau long format Walabok, titre d'ouverture aux basses en formes de tentacules, le calme angoissant de Talion ou de Pinocchio (avec le Belge Damso et l'Haïtien Gato), ou encore U2K avec les producteurs/chanteurs Twinsmatic […] On remarque par ailleurs un regain de clarté, voire d'expressivité dans la voix de Booba : on dirait que le Boulonnais s'exprime d'un lieu plus apaisé pour lui, car plus proche des ténèbres. Qu'il utilise ou non des effets, il déploie toujours plus de virtuosité dans son flow, se positionnant tantôt au creux du beat, tantôt offbeat, ménageant des silences stratégiques et menaçants, et se plaçant en tout cas le plus souvent au meilleur endroit possible. Les punchlines sont comme d'habitude nombreuses et on laissera chacun choisir sa favorite »[26].
- EnyZz : « Enervé. On s'attendait à un album plutôt sombre et on est pas déçus. La pochette et le nom choisi pour l'album pouvait effectivement indiquer que l'artiste n'était pas venu pour faire danser la foule. Il veut montrer qu'il est encore une fois bel et bien le roi du rap game en France, et il le réussit plutôt bien. »[27].
- Avisdupublic.net : « On retrouve dans Nero Nemesis un Booba au sommet de sa forme, notamment dans les morceaux Attila, Génération Assassin ou encore 4G. Un flow incessant, des prods de génies, les punchlines qui s'enchaînent, c'est ce Duc là que l'on veut. […] Le rappeur du 92 est bien décidé à reprendre les cordes du jeu et défie toute concurrence. En effet Nero Nemesis a réussi à nous surprendre sur différents morceaux comme 92i Veyron où malgré l'utilisation du vocodeur, on apprécie la mélodie de la prod' de Xplosive Beats et la plume solide de Booba qui vient compléter le morceau. […] Comme dit plus haut, c'est hardcore, c'est gangsta sur les bords. On n'écoute pas le Duc pour des paroles travaillées ou pour un titre sensé. Des rimes, des jeux de mots, de nombreuses métaphores, de l'ego-trip à foison et des instrus exceptionnelles c'est que l'on retient de Nero Nemesis. […] Nero Nemesis est l'un de mes coups de cœur de cette année 2015 »[28].

### Classement hebdomadaire
| Classement (2015)            | Meilleure position |
| ---------------------------- | ------------------ |
| Belgique (Flandre Ultratop)  | 127                |
| Belgique (Wallonie Ultratop) | 7                  |
| France (SNEP)                | 7                  |
| Suisse (Schweizer Hitparade) | 9                  |

### Certifications et ventes
| Région        | Certification | Ventes/Streams |
| ------------- | ------------- | -------------- |
| France (SNEP) | 2 × Platine   | 200 000        |